# Storena hirsuta
Storena hirsuta är en spindelart som beskrevs av Cândido Firmino de Mello-Leitão 1941. 
Storena hirsuta ingår i släktet Storena och familjen Zodariidae. Inga underarter finns listade i Catalogue of Life.